# AdMob

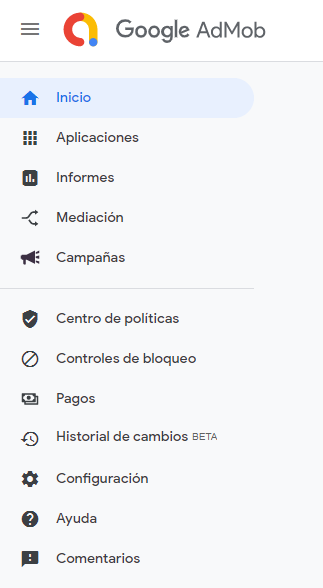
Imagem ilustrativa

AdMob é uma empresa estadunidense de publicidade móvel fundada por Omar Hamoui em 2006 em San Mateo, California. Em Novembro de 2009 ela foi adquirida pela Google por USD 750 milhões. A aquisição somente foi completada em 27 de Maio de 2012. Atualmente AdMob é uma das maiores empresas de publicidade móvel do mundo[carece de fontes?] e alega ter um alcance a ponto de servir cerca de 40 bilhões de anúncios gráficos e de texto por mês.[carece de fontes?]
A plataforma que leva o mesmo nome da empresa, desenvolve publicidade para as principais plataformas móveis, incluindo Android, webOS, Flash Lite, Windows Phone e todos os navegadores móveis padrão.[carece de fontes?]
A origem do nome AdMob é a junção das palavras "advertisement" (publicidade) e "mobile" (Móvel).[carece de fontes?]

## Ligações Externas
- «Sítio oficial»